# Trakcja (geologia)
Trakcja – rodzaj transportu rzecznego, w którym ruch osadu odbywa się po dnie koryta rzecznego lub tuż nad nim, zwykle poprzez wleczenie, toczenie lub saltację ziaren.